# ミッドオハイオ・スポーツカーコース
ミッドオハイオ・スポーツカーコース（Mid-Ohio Sports Car Course）は、アメリカ合衆国オハイオ州中北部、マンスフィールド郊外のレキシントン村に近い、モロー郡トロイ郡区にあるサーキット。

## 概要
オリジナルコースは全長2.4マイル(3.86km)、15のコーナーを持つ時計回りのレイアウトを持つ。コーナーは後半に集中しており、バックストレッチでは最高速度180mph(約290km/h)に達する。このトラックではコントロールラインが2箇所に引かれている。ホームストレートにあるラインはリスタート及びフィニッシュの基準として、バックストレッチにあるラインは最初のスタートの基準として使用される。これは安全なローリングスタートを行うための配慮である。
グランドスタンドの収容人数は1万人、コース沿いに設置される3つの観覧エリアを含めると7万5000人を収容可能である。

### 改修
1回目の改修は1990年に行われた。内容はウォールの設置、路面の改善、道幅の拡張、アスファルトの劣化を防ぐためにコーナーの外周にコンクリートを舗装する、であった。さらに、それまでの2コーナー入り口と4コーナー出口がストレートで接続された。これにより新たに全長2.258マイル(3.634km)、13のコーナーを持つ"セカンドコース"が誕生し、2種類のレイアウトを選択出来るようになった。セカンドコースは同年よりCARTで使用された。インディカー・シリーズも同レイアウトで行われる。
2回目の改修は2006年に行われた。路面は再度舗装され、コーナー外周のコンクリートは取り除かれた。また、ターン1とバックストレッチを接続したモーターサイクル用の"ショートコース"、ターン2手前とバックストレッチを接続したモトクロス用の"オーバル"が新たに設置された。これにより、モーターサイクルにおいて競技と訓練の2つを同時に行えるようになった。

## 註
1. 1 2  Directions. Mid-Ohio Sports Car Course. 2015年9月16日閲覧.
実際にはモロー郡トロイ郡区内に立地しているが、住所はリッチランド郡の村であるレキシントンになっている。